# Real Valladolid
Real Valladolid Club de Fútbol je španělský fotbalový klub z města Valladolid. Založen byl 20. června 1928. První španělskou ligu hrál v letech 1948–1958, 1959–1961, 1962–1964, 1980–1992, 1993–2004, 2007–2010. Během 40 sezón v La Lize si zajistil 13. místo v její historické tabulce. Nejlepším umístěním bylo 4. místo v sezóně 1962/63. Největším mezinárodním úspěchem klubu je čtvrtfinále Poháru vítězů pohárů 1989/90.
V ročníku 2013/14 sestoupil do Segunda División. V sezóně 2017/18 ale klub vybojoval postup zpátky do nejvyšší ligy a v roce 2018 se jeho většinovým vlastníkem stala brazilská fotbalová hvězda Ronaldo.

## Výsledky v evropských pohárech
| Sezóna                      | Kolo        |            | Soupeř            | Doma | Venku | Celkem   |
| --------------------------- | ----------- | ---------- | ----------------- | ---- | ----- | -------- |
| Pohár UEFA 1984/85          | 1/64        | Jugoslávie | HNK Rijeka        | 1–0  | 1–4   | 2–4      |
| Pohár vítězů pohárů 1989/90 | 1/32        | Malta      | Hamrun Spartans   | 5–0  | 1–0   | 6–0      |
| Pohár vítězů pohárů 1989/90 | 1/16        | Švédsko    | Djurgårdens       | 2–0  | 2–2   | 4–2      |
| Pohár vítězů pohárů 1989/90 | čtvrtfinále | Francie    | AS Monaco         | 0–0  | 0–0   | 0–0 pen. |
| Pohár UEFA 1997/98          | 1/64        | Lotyšsko   | Skonto Riga       | 2–0  | 0–1   | 2–1      |
| Pohár UEFA 1997/98          | 1/32        | Rusko      | FC Spartak Moskva | 1–2  | 0–2   | 1–4      |